# Фрачник омежниковый
Фрачник омежниковый (лат. Lixus paraplecticus) — вид, относящийся к роду фрачников из семейства долгоносиков.

## Описание
Вершины надкрыльев удлинённые, переднеспинка без лопастевидных выростов позади глаз; длина тела 12—24 мм. Личинки развиваются в стеблях омежника и других зонтичных. Предпочитает болотистую местность, поймы рек. Отличительная особенность — опылённое тело жёлтого цвета, у некоторых особей можно увидеть три продольные тёмные линии на тельце. Внешние края спинки более светлые, чем остальные части тельца.

## География
Распространён в Европе, на Кавказе, Средней Азии, Сибири. На севере достигает центральной Швеции, в Англии вид является редким. Активен с июня по сентябрь.